# Never Fade (мініальбом)
«Never Fade» — другий мініальбом британської співачки та авторки пісень Габріель Аплін. Аплін самостійно випустила мініальбом 9 травня 2011 року. Згодом, 12 лютого 2013 року, він був перевиданий на лейблі Never Fade Records, заснованому Аплін. До складу мініальбому увійшла оригінальна версія пісні «Panic Cord», що пізніше була перезаписана для дебютного студійного альбому Аплін «English Rain».

## Список композицій
| Never Fade | Never Fade            | Never Fade                        | Never Fade |
| #          | Назва                 | Автор                             | Тривалість |
| ---------- | --------------------- | --------------------------------- | ---------- |
| 1.         | «Never Fade»          | Габріель Аплін Майк Спенсер       | 3:13       |
| 2.         | «Lying to the Mirror» | Аплін Чарлі Вестропп Нік Аткінсон | 2:59       |
| 3.         | «Panic Cord»          | Аплін Джез Ашурст Аткінсон        | 3:22       |
| 4.         | «Puzzle Piece»        | Аплін Люк Бенджамін Поташник      | 4:04       |
| 13:38      |                       |                                   |            |